# Araneus tepic
Araneus tepic är en spindelart som beskrevs av Levi 1991. Araneus tepic ingår i släktet Araneus och familjen hjulspindlar. Inga underarter finns listade i Catalogue of Life.